# Parlog
El PARLOG (de PARallel LOGic) es un lenguaje de programación lógica similar al Prolog. La diferencia sustancial es que en parlog se define un encabezado en el cuerpo de cada cláusula (regla) y en ese encabezado podemos definir condiciones que deben ser satisfechas para poder ejecutar el cuerpo de la cláusula. 
Este lenguaje está orientado al desarrollo de sistemas concurrentes o con procesos que se ejecuten en paralelo, por eso el nombre de PARLOG - PARALLEL LOGIC.